# トゥルチャ
トゥルチャ （ルーマニア語: Tulcea、ウクライナ語、ロシア語、ブルガリア語：Тулча/Tulcha、トルコ語：Hora-TepéまたはTolçu）は、ルーマニア東部の都市。トゥルチャ県の県都。

## 歴史
トゥルチャは紀元前にアエギッスス（Aegyssus）の名でシケリアのディオドロスの文書において言及された。オウィディウスは町を自著『エクス・ポント』（en:Ex Ponto）でふれ、「町の名は創建者であるダキア人にちなみカルピウス・アエギッスス（Carpynus Aegyssus）と名付けられた」と書いた。 
紀元前15年から12年まで続いた戦いの後、ローマ帝国が町を支配した。ローマ人は自らの設計図にそって再建し、彼らの技術と建築的視野から町を再編した。現存する市壁の廃墟と防御用塔は、ローマ人の痕跡を物語るものである。考古学的な出土品はトゥルチャ考古学博物館に収められている。アエギッススの要塞化された町は10世紀まで、他の文書にも記載が残されていた。 
5世紀から7世紀にかけ、東ローマ帝国の支配を受け、その後ブルガリア帝国（681年 - 1000年頃、1185年 - 14世紀）の支配下に入った   。10世紀から13世紀にはジェノヴァ共和国に支配され、その後ドブルジャのブルガリア貴族ドブロティツァ（en:Dobrotitsa）が事実上の支配者となり、1390年以降、ワラキア公ミルチャ1世が支配した。
1416年、オスマン帝国に侵攻され、その支配はその後460年にも及んだ。トゥルチャがドブルジャ地方とともにルーマニアに併合されるのは1878年である（ベルリン会議 (1878年)）。1848年頃、トゥルチャは小さな造船所のある都市のままで、1860年には都市特権を授かり、県の中心都市となっていった。

## 統計
2002年調査によると、トゥルチャ人口は91,875人で、92.3％がルーマニア人である。目を引く少数民族は、3.4％のリポヴァン人（中世にロシア正教会の改革を拒み、ロシアを追われた）、1.4％のトルコ人である。元々の土着民族であったブルガリア人は、1941年のクラヨーヴァ条約締結により南ドブルジャがブルガリアへ返還されたため、トゥルチャを含む北ドブルジャを離れた。

## 姉妹都市
- シュメン、ブルガリア
- オールボー、デンマーク
- ロヴィーゴ、イタリア

## 参照
1. ↑  Theophanes, ibid., p.357-358
2. ↑  Nicephorus, ibid., p.34
3. ↑  Laiou, A. E. Constantinople and the Latins (Foreign Policy of Andronicus II, 1282-1328). Cambridge, Mass., 1972.
4. ↑  Brâtianu, G. I. à Cetatea Albă (Akkerman) au debut du XIVeme siècle-Byz, 2, 1926, 153-168